# Daniela Comani
Daniela Comani (Bologna, 1965) è un'artista italiana.

## Biografia e produzione artistica
Nata a Bologna, dove ha studiato presso l'Accademia di Belle Arti e il Dams, Daniela Comani si è trasferita a Berlino nel 1989, dove ha proseguito la sua formazione artistica, l'attività di ricerca e quella espositiva.
L'artista lavora sui temi del tempo, della classificazione, dello sguardo dal di fuori, del genere, del diario, modulandoli sui supporti della fotografia, del collage di video, e della forma-libro.
Il Museo d'Arte Moderna di Bologna possiede due sue opere. È inoltre stata presente alla Biennale di Venezia del 2011 per il Padiglione di San Marino.
Nel 2016 la sua opera Sono stata io. Diario 1900-1999  - una rappresentazione del XX secolo in forma di diario in prima persona femminile - è stata esposta alla mostra Dall'oggi al domani. 24 ore nell'arte contemporanea, a cura di A. Sbrilli e M.G. Tolomeo, Roma, Museo Macro, aprile-ottobre 2016, catalogo Manfredi.
Sempre nel 2016, presso lo spazio espositivo Una Vetrina di Roma (via del Consolato), l'artista ha realizzato A New Bookstore, una finta libreria in trompe-l'oeil dove i volumi esposti - indicati come "le novità editoriali di Daniela Comani" - hanno subito un ribaltamento di genere: "Le novità editoriali di Daniela Comani consistono nella manipolazione delle copertine di classici della letteratura, in cui l’impaginazione familiare (nome dell’autore o dell’autrice, editore, immagine e grafica) è attraversata da un’anomalia che rivela presto la sua regola: ragazze di vita, la santa bevitrice, la vecchia e il mare e - simmetricamente - Mr Dalloway rovesciano il genere dei protagonisti: 'L’operazione di cambio di sesso è riuscita! Orlando ha lasciato traccia!'".
Dal 17/10/2022 al 12/02/2023 la Galleria Nazionale d'Arte Moderna e Contemporanea di Roma ha ospitato la mostra You Are Mine: un'installazione composta di 15 stampe ingrandite di quelli che sembrano ritagli di giornale, dove si leggono resoconti di omicidi compiuti da donne a danno di uomini. Il procedimento di inversione dei ruoli di genere - a cui Comani dedica parte delle sue ricerche - si applica in questa installazione al tema della violenza domestica.

## Opere
Le opere di Daniela Comani sono progetti in progress che possono acquisire - negli anni - diverse forme: serie di fotografie, libri e poster (in diverse lingue), installazioni pubbliche, audio, video. Nel sito dell'artista sono elencate le diverse varianti di ciascun progetto. Qui di seguito un elenco di alcune delle opere principali:
- Sono stata io. Diario 1900-1999 (stampa, audio, libro)
- Ich war's. in 32 Tagen um den Alexanderplatz. 1805-2007, 2007, public art
- 100 Jahre : 100 Sekunden, 2008, videoloop
- Archive in Progress, 2014-15, videoloop
- A Happy Marriage, work in progress dal 2003, serie di foto
- New Publications Edited by Daniela Comani, dal 2008, serie di foto
- A New Bookstore, 2016, foto/installazione
- Le promesse spose, 2016, oggetto/multiplo
- Daniela Comani's Top 100 Films, 2012-13, foto, oggetti, installazioni
- My Film History - Daniela Comani's Top 100 Films, 2013, libro d'artista
- Coverversionen, work in progress dal 2007, serie di foto
- OFF - Landscapes With Sunset, 2010-11, serie di foto
- Sunsets, 2016, artist book
- 1975 - Diario di strada, libro d’artista, testo di Matthias Harder, Archive Books, 2017, ISBN 978-3-943620-66-5
- Planet Earth: 21st Century, 2015-2019 (serie di cartoline, libro, installazione)
- The Beginning The End, 2020, installazione, libro
- You are mine, 2022, installazione
- Orlando's Library, 2023, installazione permanente MAMbo - Museo d'Arte Moderna, Bologna
- The Reading Room, 2024, Kunstverein am Rosa-Luxemburg-Platz, Berlino
- Orlando's Library, 2024, installazione al Palazzo Ducale di Genova

Disegni
- Women on Plastic, 2007
- Double Drawings, 2000-02
- Maebashi Sequenz, 2001-02
- Double Drawings - Japan, 2001
- Ladies, 1999-2000
- Double Drawings, 1999-2000
- Double Drawings, 1995-1998
- Bosheiten / Cattiverie, 1992-95